# Primera División de Andorra 1995-96
La temporada 1995/96 de Primera División fue la primera edición de la Liga de fútbol de Andorra, bajo la organización de la Federación Andorrana de Fútbol. 
Se disputó desde el otoño de 1995 hasta la primavera de 1996 y su primer vencedor fue el Futbol Club Encamp de Encamp. Esta temporada no contó con el reconocimiento de la UEFA porque la Federación andorrana no ingresó hasta octubre de 1996, por lo que el campeón no obtuvo plaza para competiciones internacionales.

## Clasificación
|  |     | Equipos de fútbol       | Pts | PJ | PG | PE | PP | GF | GC  | Dif |
|  | --- | ----------------------- | --- | -- | -- | -- | -- | -- | --- | --- |
|  | 1.  | Futbol Club Encamp      | 47  | 18 | 15 | 2  | 1  | 64 | 18  | +46 |
|  | 2.  | Club Esportiu Principat | 45  | 18 | 14 | 3  | 1  | 85 | 22  | +63 |
|  | 3.  | FC Santa Coloma         | 42  | 18 | 13 | 3  | 2  | 52 | 26  | +26 |
|  | 4.  | Montanbaldosa           | 25  | 18 | 9  | 1  | 8  | 36 | 29  | +7  |
|  | 5.  | Deportivo La Massana    | 24  | 18 | 7  | 3  | 8  | 26 | 36  | -10 |
|  | 6.  | Sporting Engordany      | 23  | 18 | 7  | 2  | 9  | 38 | 35  | +3  |
|  | 7.  | Inter Club d'Escaldes   | 19  | 18 | 6  | 1  | 11 | 44 | 36  | +8  |
|  | 8.  | UE Sant Julià           | 16  | 18 | 4  | 4  | 10 | 37 | 44  | -7  |
|  | 9.  | Spordany Juvenil        | 12  | 18 | 4  | 0  | 14 | 25 | 101 | -76 |
|  | 10. | Construccions Entrimo   | 4   | 18 | 1  | 1  | 16 | 18 | 78  | -60 |

Pts = Puntos; PJ = Partidos jugados; PG = Partidos ganados; PE = Partidos empatados; PP = Partidos perdidos; GF = Goles a favor; GC = Goles en contra; Dif = Diferencia de gol 